# Prémio do Cinema Europeu de melhor ator

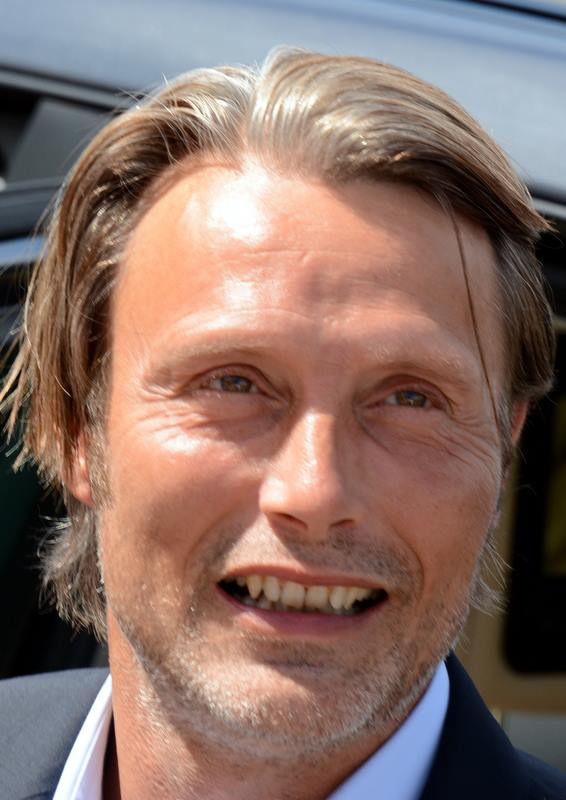
O prémio do cinema Europeu de melhor ator um dos participantes das premiações

O Prémio do Cinema Europeu de melhor ator (em inglês: European Film Award for Best Actor) é um prémio cinematográfico concedido anualmente, desde 1988, pela Academia de Cinema Europeu. Somente os atores europeus podem concorrer a este prémio.
A cor de fundo       indica os vencedores.

## Década de 1980
| Ano  | Ator                  | Personagem                          | Filme                                        | Título no Brasil      | Título em Portugal    |
| ---- | --------------------- | ----------------------------------- | -------------------------------------------- | --------------------- | --------------------- |
| 1988 | Max von Sydow         | Lassefar                            | Pelle erobreren                              | Pelle, o Conquistador | Pelle, o Conquistador |
| 1988 | Klaus Maria Brandauer | Klaus Schneider / Erik Jan Hanussen | Hanussen                                     |                       | Hanussen - O Profeta  |
| 1988 | Alfredo Landa         | Malvís / Bandido Fendetestas        | El bosque animado                            |                       |                       |
| 1988 | Udo Samel             | Franz Schubert                      | Mit meinen heißen Tränen                     |                       |                       |
| 1988 | Dorel Vișan           | Iacob                               | Iacob                                        |                       |                       |
| 1989 | Philippe Noiret       | Major Delaplane Alfredo             | La vie et rien d'autre Nuovo cinema Paradiso | Cinema Paradiso       | Cinema Paraíso        |
| 1989 | Daniel Day-Lewis      | Christy Brown                       | My Left Foot                                 | Meu Pé Esquerdo       | O Meu Pé Esquerdo     |
| 1989 | Davor Dujmović        | Perhan                              | Dom za vesanje                               | Vida Cigana           | O Tempo dos Ciganos   |
| 1989 | Károly Eperjes        | Monori Sándor                       | Eldorádó                                     |                       |                       |
| 1989 | Jozef Króner          | Georg Henih                         | Ti, koyto si na nebeto                       |                       |                       |

## Década de 1990
| Ano                                        | Ator                 | Personagem                                  | Filme                             | Título no Brasil                    | Título em Portugal       |
| ------------------------------------------ | -------------------- | ------------------------------------------- | --------------------------------- | ----------------------------------- | ------------------------ |
| 1990                                       | Kenneth Branagh      | O rei Henrique V                            | Henry V                           | Henrique V                          | Henrique V               |
| 1990                                       | Gérard Depardieu     | Cyrano de Bergerac                          | Cyrano de Bergerac                | Cyrano de Bergerac                  | Cyrano de Bergerac       |
| 1990                                       | Philip Zandén        | Jacob                                       | Skyddsängeln                      |                                     |                          |
| 1991                                       | Michel Bouquet       | Thomas (idoso)                              | Toto le héros                     | Um Homem com Duas Vidas             | Totó, o Herói            |
| 1991                                       | Claudio Amendola     | Príncipe                                    | Ultrà                             |                                     |                          |
| 1991                                       | Richard Anconina     | O polícia Gérard                            | Le Petit Criminel                 | O Jovem Assassino                   | O Pequeno Criminoso      |
| 1992                                       | Matti Pellonpää      | Rodolfo                                     | La Vie de Bohème                  |                                     | A Vida de Boémia         |
| 1992                                       | Denis Lavant         | Alex                                        | Les Amants du Pont-Neuf           | Os Amantes de Pont-Neuf             | Os Amantes da Ponte Nova |
| 1992                                       | Enrico Lo Verso      | Antonio                                     | Il ladro di bambini               | O Ladrão de Crianças                | O Ladrão de Crianças     |
| 1993                                       | Daniel Auteuil       | Stéphane                                    | Un cœur en hiver                  | Um Coração no Inverno               | Um Coração no Inverno    |
| 1993                                       | Carlo Cecchi         | Renato Caccioppoli                          | Morte di un matematico napoletano |                                     |                          |
| 1993                                       | Jan Decleir          | Adolf Daens                                 | Daens                             |                                     | A Oposição               |
| Em 1994 e 1995 o prémio não foi concedido. |                      |                                             |                                   |                                     |                          |
| 1996                                       | Ian McKellen         | O rei Ricardo III                           | Richard III                       |                                     | Ricardo III              |
| 1997                                       | Bob Hoskins          | Alan Darcy                                  | 24/7: Twenty Four Seven           |                                     | Combater o Tempo Todo    |
| 1997                                       | Mario Adorf          | Paolo Rossini                               | Rossini                           |                                     |                          |
| 1997                                       | Jerzy Stuhr          | Professor/Padre/ Coronel/Prisoneiro         | Historie miłosne                  |                                     |                          |
| 1997                                       | Philippe Torreton    | Capitão Conan                               | Capitaine Conan                   |                                     |                          |
| 1998                                       | Roberto Benigni      | Guido                                       | La vita è bella                   | A Vida É Bela                       | A Vida É Bela            |
| 1998                                       | Javier Bardem        | David                                       | Carne trémula                     | Carne Trêmula                       | Em Carne Viva            |
| 1998                                       | Peter Mullan         | Joe Kavanagh                                | My Name Is Joe                    | Meu Nome É Joe                      | O Meu Nome É Joe         |
| 1998                                       | Ulrich Thomsen       | Christian                                   | Festen                            | Festa de Família                    | A Festa                  |
| 1999                                       | Ralph Fiennes        | Ignatz Sonnenschein / Adam Sors / Ivan Sors | Sunshine                          | Sunshine - O Despertar de um Século | Sunshine                 |
| 1999                                       | Anders W. Berthelsen | Kresten                                     | Mifunes sidste sang               | Mifune                              | Mifune                   |
| 1999                                       | Rupert Everett       | Lord Arthur Goring                          | An Ideal Husband                  | O Marido Ideal                      | Um Marido Ideal          |
| 1999                                       | Götz George          | Dr. Josef Mengele                           | Nichts als die Wahrheit           | A Verdade Sempre Triunfará          |                          |
| 1999                                       | Philippe Torreton    | Daniel Lefebvre                             | Ça commence aujourd'hui           | Quando Tudo Começa                  |                          |
| 1999                                       | Ray Winstone         | O pai                                       | The War Zone                      | Zona de Conflito                    | A Zona de Guerra         |

## Década de 2000
| Ano  | Ator                                                                                          | Personagem                        | Filme                                              | Título no Brasil                            | Título em Portugal                                        |
| ---- | --------------------------------------------------------------------------------------------- | --------------------------------- | -------------------------------------------------- | ------------------------------------------- | --------------------------------------------------------- |
| 2000 | Sergi López                                                                                   | Harry                             | Harry, un ami qui vous veut du bien                | Harry Chegou Para Ajudar                    | Harry, um Amigo Ao Seu Dispor                             |
| 2000 | Jamie Bell                                                                                    | Billy Elliot                      | Billy Elliot                                       | Billy Elliot                                | Billy Elliot                                              |
| 2000 | Bruno Ganz                                                                                    | Fernando Girasole                 | Pane e tulipani                                    | Pão e Tulipas                               | Pão e Tulipas                                             |
| 2000 | Ingvar Eggert Sigurðsson                                                                      | Páll                              | Englar alheimsins                                  |                                             |                                                           |
| 2000 | Krzysztof Siwczyk                                                                             | Rafal Wojaczek                    | Wojaczek                                           |                                             |                                                           |
| 2000 | Stellan Skarsgård                                                                             | Tomas                             | Aberdeen                                           |                                             |                                                           |
| 2001 | Ben Kingsley                                                                                  | Don Logan                         | Sexy Beast                                         | Sexy Beast                                  |                                                           |
| 2001 | Jesper Christensen                                                                            | Kaj                               | Bænken                                             |                                             |                                                           |
| 2001 | Branko Đurić                                                                                  | Ciki                              | No Man's Land                                      | Terra de Ninguém                            | Terra de Ninguém                                          |
| 2001 | Elenco de Last Orders Michael Caine, Tom Courtenay, David Hemmings, Bob Hoskins, Ray Winstone | Jack, Vic, Lenny, Ray, Vince      | Last Orders                                        | O Último Adeus                              |                                                           |
| 2001 | Michel Piccoli                                                                                | Gilbert Valence                   | Je rentre à la maison                              |                                             | Vou Para Casa                                             |
| 2001 | Stellan Skarsgård                                                                             | Dr. Wilhelm Furtwängler           | Taking Sides                                       |                                             |                                                           |
| 2002 | Sergio Castellitto                                                                            | Mario Ernesto Picciafuocco        | Bella Martha L'ora di religione                    | Simplesmente Marta A Hora da Religião       | Bela Marta                                                |
| 2002 | Javier Bardem                                                                                 | Santa                             | Los lunes al sol                                   | Segunda-feira ao Sol                        | Às Segundas ao Sol                                        |
| 2002 | Javier Cámara                                                                                 | Benigno Martín                    | Hable con ella                                     | Fale com Ela                                | Fala com Ela                                              |
| 2002 | Martin Compston                                                                               | Liam                              | Sweet Sixteen                                      |                                             |                                                           |
| 2002 | Olivier Gourmet                                                                               | Olivier                           | Le fils                                            |                                             | O Filho                                                   |
| 2002 | Markku Peltola                                                                                | M                                 | Mies vailla menneisyyttä                           | O Homem sem Passado                         | O Homem sem Passado                                       |
| 2002 | Timothy Spall                                                                                 | Phil Bassett                      | All or Nothing                                     | Agora ou Nunca                              | Tudo ou Nada                                              |
| 2003 | Daniel Brühl                                                                                  | Alexander Kerner                  | Good Bye Lenin!                                    | Adeus, Lenin!                               | Adeus, Lenine!                                            |
| 2003 | Chiwetel Ejiofor                                                                              | Okwe                              | Dirty Pretty Things                                | Coisas Belas E Sujas                        | Estranhos de Passagem                                     |
| 2003 | Tómas Lemarquis                                                                               | Nói                               | Nói albinói                                        |                                             | Nói, o Albino                                             |
| 2003 | Luigi Lo Cascio                                                                               | Nicola Carati                     | La meglio gioventù                                 | O Melhor da Juventude                       | A Melhor Juventude                                        |
| 2003 | Jean Rochefort                                                                                | Sr. Manesquier                    | L'homme du train                                   | Uma Passagem para a Vida                    | O Homem do Comboio                                        |
| 2003 | Bruno Todeschini                                                                              | Thomas                            | Son frère                                          | Irmãos                                      | O Seu Irmão                                               |
| 2004 | Javier Bardem                                                                                 | Ramón Sampedro                    | Mar adentro                                        | Mar Adentro                                 | Mar Adentro                                               |
| 2004 | Daniel Brühl                                                                                  | Jan                               | Die fetten Jahre sind vorbei                       | Os Edukadores                               | Os Edukadores                                             |
| 2004 | Bruno Ganz                                                                                    | Adolf Hitler                      | Der Untergang                                      | A Queda! As Últimas Horas de Hitler         | A Queda: Hitler e o Fim do Terceiro Reich                 |
| 2004 | Gérard Jugnot                                                                                 | Clément Mathieu                   | Les choristes                                      | A Voz do Coração                            | Os Coristas                                               |
| 2004 | Bogdan Stupka                                                                                 | O velho                           | Svoi                                               |                                             |                                                           |
| 2004 | Birol Ünel                                                                                    | Cahit Tomruk                      | Gegen die Wand                                     | Contra a Parede                             | Head On - A Esposa Turca                                  |
| 2005 | Daniel Auteuil                                                                                | Georges Laurent                   | Caché                                              | Caché                                       | Nada a Esconder                                           |
| 2005 | Romain Duris                                                                                  | Thomas Seyr                       | De battre mon cœur s'est arrêté                    | De Tanto Bater, Meu Coração Parou           | De Tanto Bater o Meu Coração Parou                        |
| 2005 | Henry Hübchen                                                                                 | Jaeckie Zucker                    | Alles auf Zucker!                                  | Todos Contra Zucker!                        |                                                           |
| 2005 | Ulrich Matthes                                                                                | O abade Henri Kremer              | Der neunte Tag                                     | 9º Dia                                      | O Nono Dia                                                |
| 2005 | Jérémie Renier                                                                                | Bruno                             | L'enfant                                           | A Criança                                   | A Criança                                                 |
| 2005 | Ulrich Thomsen                                                                                | Michael                           | Brødre                                             |                                             |                                                           |
| 2006 | Ulrich Mühe                                                                                   | Hauptmann Gerd Wiesler            | Das Leben der Anderen                              | A Vida dos Outros                           | As Vidas dos Outros                                       |
| 2006 | Patrick Chesnais                                                                              | Jean-Claude                       | Je ne suis pas là pour être aimé                   |                                             |                                                           |
| 2006 | Jesper Christensen                                                                            | Carsten                           | Drabet                                             |                                             |                                                           |
| 2006 | Mads Mikkelsen                                                                                | Jacob Pederson                    | Efter brylluppet                                   | Depois do Casamento                         |                                                           |
| 2006 | Cillian Murphy                                                                                | Damien O'Sullivan Patrick Braden  | The Wind That Shakes the Barley Breakfast on Pluto | Ventos da Liberdade Café da Manhã em Plutão | Brisa de Mudança Breakfast on Pluto                       |
| 2006 | Silvio Orlando                                                                                | Bruno Bonomo                      | Il caimano                                         | O Crocodilo                                 | O Caimão                                                  |
| 2007 | Sasson Gabai                                                                                  | O tenente-coronel Tawfiq Zacharya | Bikur Ha-Tizmoret                                  | A Banda                                     | A Visita da Banda                                         |
| 2007 | Elio Germano                                                                                  | Accio Benassi                     | Mio fratello è figlio unico                        | Meu Irmão é Filho Único                     | O Meu Irmão é Filho Único                                 |
| 2007 | Miki Manojlović                                                                               | Miki                              | Irina Palm                                         | Irina Palm                                  | Irina Palm                                                |
| 2007 | James McAvoy                                                                                  | Dr. Nicholas Garrigan             | The Last King of Scotland                          | O Último Rei da Escócia                     | O Último Rei da Escócia                                   |
| 2007 | Michel Piccoli                                                                                | Henri Husson                      | Belle Toujours                                     | Sempre Bela                                 | Belle Toujours                                            |
| 2007 | Ben Whishaw                                                                                   | Jean-Baptiste Grenouille          | Perfume: The Story of a Murderer                   | Perfume - A História de um Assassino        | O Perfume - História de um Assassino                      |
| 2008 | Toni Servillo                                                                                 | Giulio Andreotti Franco           | Il Divo Gomorra                                    | O Divo Gomorra                              | Il Divo - A Vida Espectacular de Giulio Andreotti Gomorra |
| 2008 | Michael Fassbender                                                                            | Bobby Sands                       | Hunger                                             |                                             | Fome                                                      |
| 2008 | Thure Lindhardt Mads Mikkelsen                                                                | Flammen Citronen                  | Flammen & Citronen                                 |                                             | Flame & Citron - Os Resistentes                           |
| 2008 | James McAvoy                                                                                  | Robbie Turner                     | Atonement                                          | Desejo e Reparação                          | Expiação                                                  |
| 2008 | Jürgen Vogel                                                                                  | Rainer Wenger                     | Die Welle                                          | A Onda                                      | A Onda                                                    |
| 2008 | Elmar Wepper                                                                                  | Rudi Angermeier                   | Kirschblüten - Hanami                              | Flores de Cerejeira - Hanami                | Hanami - Cerejeiras em Flor                               |
| 2009 | Tahar Rahim                                                                                   | Malik El Djebena                  | Un prophète                                        | O Profeta                                   | Um Profeta                                                |
| 2009 | Moritz Bleibtreu                                                                              | Andreas Baader                    | Der Baader Meinhof Komplex                         | O Grupo Baader Meinhof                      | O Complexo Baader Meinhof                                 |
| 2009 | Steve Evets                                                                                   | Eric Bishop                       | Looking for Eric                                   | À Procura de Eric                           | O Meu Amigo Eric                                          |
| 2009 | David Kross                                                                                   | Michael Berg (jovem)              | The Reader                                         | O Leitor                                    | O Leitor                                                  |
| 2009 | Dev Patel                                                                                     | Jamal (adulto)                    | Slumdog Millionaire                                | Quem Quer Ser um Milionário?                | Quem Quer Ser Bilionário?                                 |
| 2009 | Filippo Timi                                                                                  | Benito Mussolini                  | Vincere                                            | Vincere                                     | Vencer                                                    |

## Década de 2010
| Ano  | Ator                    | Personagem               | Filme                           | Título no Brasil                  | Título em Portugal         |
| ---- | ----------------------- | ------------------------ | ------------------------------- | --------------------------------- | -------------------------- |
| 2010 | Ewan McGregor           | O fantasma               | The Ghost Writer                | O Escritor Fantasma               | O Escritor Fantasma        |
| 2010 | Jakob Cedergren         | Nick                     | Submarino                       | Submarino                         |                            |
| 2010 | Elio Germano            | Claudio                  | La nostra vita                  |                                   | A Nossa Vida               |
| 2010 | George Piştereanu       | Silviu                   | Eu când vreau să fluier, fluier | Se Eu Quiser Assobiar, Eu Assobio |                            |
| 2010 | Luis Tosar              | Malamadre                | Celda 211                       | Cela 211                          | Cela 211                   |
| 2011 | Colin Firth             | O rei Jorge VI           | The King's Speech               | O Discurso do Rei                 | O Discurso do Rei          |
| 2011 | Jean Dujardin           | George Valentin          | The Artist                      | O Artista                         | O Artista                  |
| 2011 | Mikael Persbrandt       | Anton                    | Hævnen                          | Em um Mundo Melhor                | Num Mundo Melhor           |
| 2011 | Michel Piccoli          | O papa                   | Habemus Papam                   | Habemus Papam                     | Habemus Papam - Temos Papa |
| 2011 | André Wilms             | Marcel Marx              | Le Havre                        | O Porto                           | Le Havre                   |
| 2012 | Jean-Louis Trintignant  | Georges                  | Amour                           | Amor                              | Amor                       |
| 2012 | François Cluzet Omar Sy | Philippe Driss           | Intouchables                    | Intocáveis                        | Amigos Improváveis         |
| 2012 | Michael Fassbender      | Brandon                  | Shame                           | Shame                             | Vergonha                   |
| 2012 | Mads Mikkelsen          | Lucas                    | Jagten                          | A Caça                            | The Hunt - A Caça          |
| 2012 | Gary Oldman             | George Smiley            | Tinker Tailor Soldier Spy       | O Espião que Sabia Demais         | A Toupeira                 |
| 2013 | Toni Servillo           | Jep Gambardella          | La grande bellezza              | A Grande Beleza                   | A Grande Beleza            |
| 2013 | Jude Law                | Karenin                  | Anna Karenina                   | Anna Karenina                     | Anna Karenina              |
| 2013 | Johan Heldenbergh       | Didier Bontinck / Monroe | The Broken Circle Breakdown     | Alabama Monroe                    | Ciclo Interrompido         |
| 2013 | Fabrice Luchini         | Germain Germain          | Dans la maison                  | Dentro da Casa                    | Dentro de Casa             |
| 2013 | Tom Schilling           | Niko Fischer             | Oh Boy                          |                                   |                            |
| 2014 | Timothy Spall           | J. M. W. Turner          | Mr. Turner                      | Mr. Turner                        | Mr. Turner                 |
| 2014 | Brendan Gleeson         | O padre James            | Calvary                         | Calvário                          |                            |
| 2014 | Tom Hardy               | Ivan Locke               | Locke                           |                                   | Locke                      |
| 2014 | Aleksei Serebryakov     | Nikolay (Kolia)          | Leviafan                        | Leviatã                           | Leviatã                    |
| 2014 | Stellan Skarsgård       | Seligman                 | Nymphomaniac                    | Ninfomaníaca                      | Ninfomaníaca               |
| 2015 | Michael Caine           | Fred Ballinger           | Youth                           |                                   | A Juventude                |
| 2015 | Tom Courtenay           | Geoff Mercer             | 45 Years                        | 45 Anos                           | 45 Anos                    |
| 2015 | Colin Farrell           | David                    | The Lobster                     |                                   |                            |
| 2015 | Christian Friedel       | Georg Elser              | Elser                           |                                   | 13 Minutos                 |
| 2015 | Vincent Lindon          | Thierry Taugourdeau      | La Loi du marché                |                                   |                            |